# Риццони, Павел Антонович
Па́вел Анто́нович Риццо́ни (1823–1913) — русский живописец и график, представитель романтического академизма, жанрист; старший брат и наставник Александра Риццони, дед актрисы Софьи Голлидэй. Академик Императорской Академии художеств (с 1853).

## Биография
Родился в Риге в мещанской семье. Сын выходца из Италии, уроженца Болоньи. Старший брат живописца А. А. Риццони. Первоначальные художественные навыки получил в Риге у художницы Шмидт. Учился в Императорской Академии художеств (1839—1847) в качестве вольноприходящего ученика в классе исторической живописи у А. Т. Маркова, в классе батальной живописи у А. И. Зауервейда (с 1843). Ещё будучи студентом, определился как художник-жанрист, изучал технику фламандской живописи.
Последовательно завоевал все медали Академии: малая серебряная медаль (1842) за картину «Женщина с овощами», малая серебряная (1843), большая серебряная (1844) за картину «Игра в кости», малая золотая медаль (1845) за картину «Внутренность русской харчевни». Звание классного художника по живописи домашних сцен (1846). Был награждён (1847) за картину «Толкучий рынок» большой золотой медалью с правом пенсионерской поездки за границу сроком на шесть лет.
Заграничный пенсионер Академии художеств (1848—1849) в Германии, Голландии, Бельгии. Из-за революционных событий в Европе вынужден был прервать свою поездку. Пенсионер Академии художеств в России (1850—1853); вместе с пейзажистом Егором Мейером путешествовал по Бессарабии, Малороссии, Херсонской губернии, Кавказу. Удостоен звания академика живописи (1853) за картину «Внутренность питейного дома с разными сценами в нем».
Творческая судьба Павла Риццони, в отличие от младшего брата Александра, сложилась неудачно. Критика недоброжелательно относилась к его работам, из-за чего художник перестал их выставлять.
Жил в Петербурге. Работал преимущественно как жанрист; также писал натюрморты и пейзажи. Участвовал в академических выставках (1849—1877). Служил учителем рисования (1861—1866) в Мариинской, Вознесенской и Александровской женской гимназиях, давал частные уроки живописи и рисунка.
Вышел на пенсию за выслугой лет (1886) в чине коллежского асессора и до самой смерти продолжал жить в Петербурге, главным образом с семьями своих дочерей.

## Семья
С 1856 года был женат на Евдокии Григорьевне Тимофеевой, дочери петербургского ремесленника. В браке имел сына и двух дочерей: 
- Павел (род. 1857) — железнодорожный инженер[5][6];
- Евгения (род. 1859)[7];
- Вера (1868–1942) — пианистка, в браке с пианистом Евгением Георгиевичем Голлидэем (1871–1918) — мать актрисы Софьи Голлидэй (1894–1934).

## Галерея
- Кутящий старый рыцарь
- Пасхальный гость
- Урок пения
- Портрет Александра II
- Натюрморт
- Портрет девочки со скрипкой
- Пожарный, посещающий старуху